# Chó sục Brasil
Chó sục Brasil là một giống chó được phát triển ở Brazil. Nó là một trong số nhiều giống chó sục có thể là hậu duệ của Chó sục cáo với các giống chó nhỏ khác.

## Ngoại hình